# Sylvie Vartan

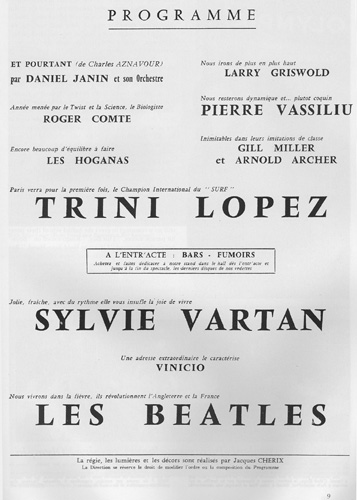
Ze trad in 1964 op in het Olympia, in een programma met enkele andere veelbelovende bands

Sylvie Georges Vartan (Iskrets (Bulgarije), 15 augustus 1944), is een Franse zangeres, geboren uit een Bulgaarse vader van Armeense afkomst en een Hongaarse moeder van Joodse afkomst. Wereldwijd heeft ze meer dan 50 miljoen cd's en singles verkocht, waarmee ze een van de populairste Franse zangeressen is.

## Biografie

### Jeugd
Sylvie Georges Vartan werd geboren in 1944 in Iskretz, een dorp in het Balkangebergte in centraal Bulgarije. Toen het Sovjetleger tijdens de Tweede Wereldoorlog, een paar maanden na haar geboorte,  Bulgarije binnenviel, verloor het gezin hun huis (werd gevorderd) en verhuisde het naar Sofia, de Bulgaarse hoofdstad. Haar vader, Georges (Champigneulles (Meurthe-et-Moselle) 1912-1970) was van Bulgaarse afkomst, en was de zoon van de directeur van de Bulgaarse Elektriciteitsmaatschappij, een dochteronderneming van een Frans bedrijf. Georges was attaché bij de Franse ambassade in Bulgarije en trouwde in 1936 met Ilona Mayer (9 december 1914 - 26 juni 2007), dochter van Rudolf Mayer, een Hongaarse architect, die zich sinds 1921 met zijn gezin in Sofia had gevestigd. Hun eerste kind, Edmond (roepnaam Eddie), werd geboren op 5 september 1937 (overleden in Parijs op 19 juni 2001).
Op zevenjarige leeftijd speelde Sylvie Vartan haar eerste filmrol als een bescheiden schoolmeisje in de film "Onder het juk" (Под игото) (gebaseerd op de gelijknamige roman van Ivan Vazov), een film van de Bulgaarse regisseur Dako Dakovski, een vriend van de familie. De film speelt zich af in de jaren 1870, een tijd waarin Bulgarije zich voorbereidde om zich te bevrijden van het Ottomaanse juk. Later zei ze dat deze ervaring haar de smaak van de artistieke wereld en het theater had gegeven.
Het leven in de Volksrepubliek Bulgarije, een totalitair regime gedomineerd door de Bulgaarse Communistische Partij, werd steeds moeilijker en het gezin besloot begin jaren 1950 te emigreren.Het was haar grootvader, Robert, een overtuigd francofiel, die hen aanraadde om naar Parijs te vertrekken. Vanwege de tijd, die nodig was om de nodige visa te regelen, kwam ze pas in december 1952 met haar ouders en haar broer Eddie in Parijs aan .
Het aanpassen was moeilijk. In tegenstelling tot hun vader, een tegendraads kunstenaar die boekhouder wordt in een penswinkel in Les Halles, spraken de kinderen geen Frans. Maar het verlangen om sociaal te slagen is zo groot dat ze op zeer goede Parijse middelbare scholen gingen studeren: de Hélène-Boucher middelbare school voor haar, de Louis-le-Grand middelbare school voor Eddie. In een interview met Georges Paumier, uitgezonden op televisie in 1962, verklaarde zij, dat ze net een paar maanden voor haar eerste baccalaureaat de middelbare school had verlaten: "Wat ik betreur is dat ik geen filosofie heb kunnen doen [...] Ik denk dat het een onderwerp is dat ik erg leuk zou hebben gevonden en dat me zou hebben geïnteresseerd. »

## Privė leven

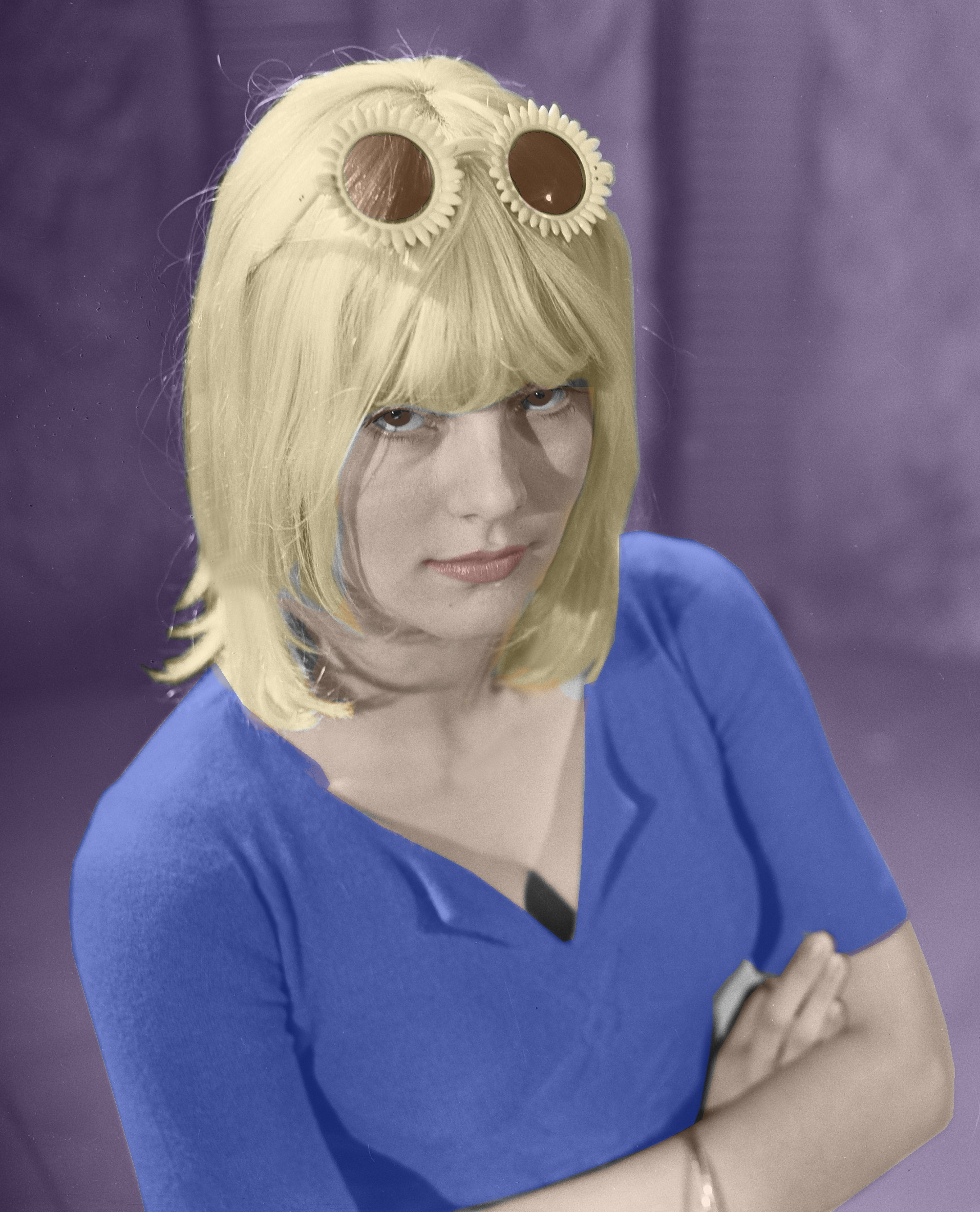
Sylvie Vartan in 1966 (ingekleurde foto)

Vartan trouwde op 12 april 1965 in Loconville met de Franse zanger Johnny Hallyday (1943-2017). Het stel kreeg op 14 augustus 1966 een zoon, David Michael Benjamin Smet, alias David Hallyday (later ook actief als zanger). Vartan en Hallyday werden gezien als het 'gouden koppel' van hun generatie. Ze scheidden op 4 november 1980.
Op 11 april 1968 vertrok Vartan in haar OSI (Ford) 10 coupé naar Parijs, samen met haar vriendin Mercedes Calmel Mendès, de meter van David. Op een departementale weg in Yvelines, nabij Bois-d'Arcy, werd ze aangereden door een busje. Gewond aan kin en nek en met een gebroken arm, werd Vartan per ambulance naar het ziekenhuis van Versailles gebracht, maar haar passagier, 22 jaar oud, was op slag dood en de bestuurder van het busje raakte ernstig gewond.
Op 20 februari 1970 werden Vartan en Johnny Hallyday, evenals drie medepassagiers, het slachtoffer van een verkeersongeval op de Route national 83, bij de ingang van het dorp Roppe, op weg naar een gala in Besançon. Op de ijzige weg slipte de Citroën DS 21 Pallas, met Johnny Hallyday aan stuur, met hoge snelheid in een bocht en kwam in de greppel terecht, met als gevolg een gebroken neus voor Johnny, een van de passagiers brak zijn been, maar Sylvie Vartan werd tegen de voorruit geslagen en werd ernstig gewond. Ze vertrok naar de Verenigde Staten waar ze zes maanden lang verschillende operaties onderging door een van de beste cosmetisch chirurgen aldaar, die na lange en veelvoudige operaties haar gezicht herstelde. Tijdens haar Amerikaanse herstel nam ze les van de dansleraar van Barbra Streisand, die ze zou gebruiken voor haar shows in "Amerikaanse stijl".
Na een moeizaam huwelijk, onderbroken door tal van artistieke samenwerkingen (tv- en radioshows, succesvolle duo's en verschillende gezamenlijke tours), werd haar scheiding met Johnny uitgesproken op 5 november 1980.
Ze hertrouwde op 2 juni 1984 in Los Angeles met de Amerikaanse producer Tony Scotti. Het stel adopteerde een uit Bulgarije afkomstig meisje Darina.
In 1998 verwoestte een brand haar huis in Los Angeles, en het enige dat ze in haar kamer intact vond, was de afbeelding uit haar kindertijd van een engel die twee kinderen beschermde.

## Muzikale carrière

### Begin en opkomst
Op voorstel van haar broer Eddie die in de muziekbusiness werkt, ontmoette ze Daniel Filipacchi, platenproducent voor RCA Records en Decca Records, die haar in het voorjaar van 1961 een duet liet opnemen met Frankie Jordan, nadat zangeres Gillian Hills zich op het laatste moment had teruggetrokken. Nadat ze twee maanden voor het behalen van haar baccalaureaat de Hélène-Boucher middelbare school had verlaten om zich volledig te wijden aan haar zangdebuut, stelde dit eerste succes haar in staat een solocarrière te beginnen. Nadat zij een contract getekend had met Daniel Filipacchi, werd eind 1961 haar eerste single 'Quand le film est triste' uitgebracht, de Franse versie van 'Sad Movies (Make Me Cry)' van Sue Thompson.
In 1962 maakte Sylvie Vartan haar tweede tournee, met Johnny Hallyday, waarvoor ze in het voorprogramma stond.

### Succes in Frankrijk
Sylvie Vartan zette vanaf haar debuut in 1961 haar eerste stappen op het podium van het Olympia. Ze verdiende geleidelijk haar sterrenstrepen door er in 1962 en 1963 regelmatig op te treden in het programma "Idols des jeunes", waarvan ze de hoofdact was.
Eveneens in 1963, op 22 juni, nam Sylvie Vartan deel aan het Place de la Nation-concert georganiseerd door Europe 1 voor de eerste verjaardag van "Salut les copains". Het evenement met in de hoofdrol Johnny Hallyday (andere deelnemers: Mike Shannon en Les Chats sauvage, Richard Anthony, Danyel Gérard, the Gam's en Nicole Paquin) heeft een grote impact.
Ze trad begin 1964 drie weken lang dagelijks op in het Olympia met Trini Lopez, The Beatles en Pierre Vassiliu, met een, twee of drie dagelijkse shows.
Ze staat op de "foto van de eeuw" van het Franse blad "Salut les Copains" met 46 Franse sterren van de "yéyé" in april 1966.
In 1967 traden Sylvie Vartan en Johnny Hallyday op in Olympia; aanvankelijk gepland van 15 maart tot 4 april, werd de show vanwege de toestroom van toeschouwers verlengd tot 16 april. Sylvie's zangtour ging vooraf aan die van Johnny. Voor de finale zingt het paar in een duet 'Je crois qu'il me rend fou', (de Franse bewerking van Ike en Tina Turners hit 'Such a fool for you', dat Hallyday kort ervoor in een studioversie had opgenomen). Na Olympia, vervolgden Sylvie en Johnny de tournee in Zuid-Amerika.
Voor de concertserie "Musicorama" in april 1968 in Olympia stond Sylvie Vartan bovenaan de affiche. Haar show wordt triomfantelijk onthaald en wordt in december van hetzelfde jaar herhaald.
Tijdens haar herstel na het auto-ongeluk in 1970 nam Sylvie Vartan in New York intensieve lessen van Jojo Smith, de dansleraar van Barbra Streisand. Haar show in Olympia in hetzelfde jaar markeerde het begin van de shows in "Amerikaanse stijl" die sindsdien haar handelsmerk vormden.
Vervolgens ging Vartan in grotere zalen optreden, meer passend bij haar artistieke ambities. Zij zong in 1975 en 1977 in het Palais des congrès de Paris. In 1983 stond ze elf weken lang op dat podium.
Sylvie trad ook op in het Palais des Sports (Dôme de Paris) in 1981 en 1991.
De jaren 1990 markeerden een terugkeer naar intieme locaties: het Casino de Paris in 1995, de Olympia in 1996 en 1999, alvorens terug te keren naar het Palais des Congrès in 2004 en 2008. Sylvie trad ook op in de Mutualité (Parijs) in 2008, in het Théâtre du Châtelet in 2010 en 2011, in november 2011 in de Salle Pleyel ter ere van vijftig jaar op het podium, begeleid door een symfonieorkest .
In 1993 en 2009 nam ze deel aan de shows van Johnny Hallyday, met wie ze in duet zong, in het Parc des Princes en in het Stade de France.
Als eerbetoon aan Johnny Hallyday, gestorven op 5 december 2017, gaf ze een concert in de Grand Rex in maart en april 2018, door verschillende van zijn liedjes te coveren, waaronder 'I have a problem', dat ze met hem uitvoerde in een virtueel duet. In 2018 nam Sylvie Vartan het album Avec toi op, waarop ze dertien nummers van Johnny Hallyday coverde. Op 23 en 24 oktober 2019 brengt ze op het podium van de Grand Rex opnieuw een eerbetoon aan haar voormalige metgezel met de zangtour With you... La rock'n'roll attitude. Hun zoon David voegde zich bij haar op het podium om een duet uit te voeren met het lied 'Sang pour sang' dat hij in 1999 voor zijn vader componeerde.
In oktober 2021 kwam haar vijftigste studioalbum Merci pour le regard, geproduceerd door Philippe Russo, uit.

### Buiten Frankrijk
Vanaf 1963 reisde Sylvie regelmatig naar de Verenigde Staten, waar ze in Nashville opnamen maakte met de begeleidingsgroep van Elvis Presley. Een Engels album Gift Wrapped From Paris opgenomen in de RCA-studio in New York werd uitgebracht in 1965. Twee andere Amerikaanse albums werden uitgebracht in de Verenigde Staten, Engeland, Duitsland, Italië en Spanje: I Don't Want the Night to End in 1979 en Made in USA in 1985.
Met Johnny Hallyday nam Sylvie Vartan in oktober 1965 deel aan de Royal Command Performance in het London Palladium, waar ze zongen voor de koningin Elisabeth II.
In 1982 trad ze gesponsord door Gene Kelly op in Las Vegas. Er werden ook concerten gegeven tijdens een tournee in Los Angeles in 1983 en Atlantic City in 1984.
Sylvie Vartan zong in negen talen (Frans, Engels, Duits, Spaans, Italiaans, Japans, Nederlands, Bulgaars en Portugees) en trad op over de hele wereld (behalve China), zowel op het podium als op televisie.
Ze nam deel aan de Amerikaanse shows Hullabaloo, Shindig of The Ed Sullivan show in 1965 en presenteerde negen weken lang een show op RAI, getiteld Doppia Coppia, in 1969.
Ze bracht twee albums in het Italiaans uit in 1969 en 1975, en een album in het Spaans in 1967.
Tussen 1965 en 2017 presenteerde Sylvie al haar shows in Japan (een zeldzame gebeurtenis voor een Europese artiest: in 1971 en 1973 werden daar twee specifieke Live in Tokyo-albums gepubliceerd). In 1988 werd ze uitgenodigd om te zingen tijdens de openingsceremonie van de Olympische Spelen in Seoul.
Het jaar 1990 markeerde haar eerste terugkeer naar geboorteland Bulgarije met een concert in dat land. Ze keerde terug om te zingen in Bulgarije in 2009, 2014 en 2018. Ze trad op in Turkije in 2009. In 2011 zong ze in Barcelona, Montreal en New York.

## Albums
- Sylvie (1962)
- Twiste et chante (1963)
- A Nashville (1964)
- A gift wrapped from Paris (1965)
- Il y a deux filles en moi (1966)
- 2'35 de bonheur (1967)
- Comme un garçon (1967)
- La Maritza (1968)
- Aime-moi (1970)
- Sympathie (1971)
- J'ai un problème (1973)
- Je chante pour Swanee (1974)
- Sylvie Vartan (1974)
- Shang shang a lang (1974)
- Show Sylvie Vartan (1975)

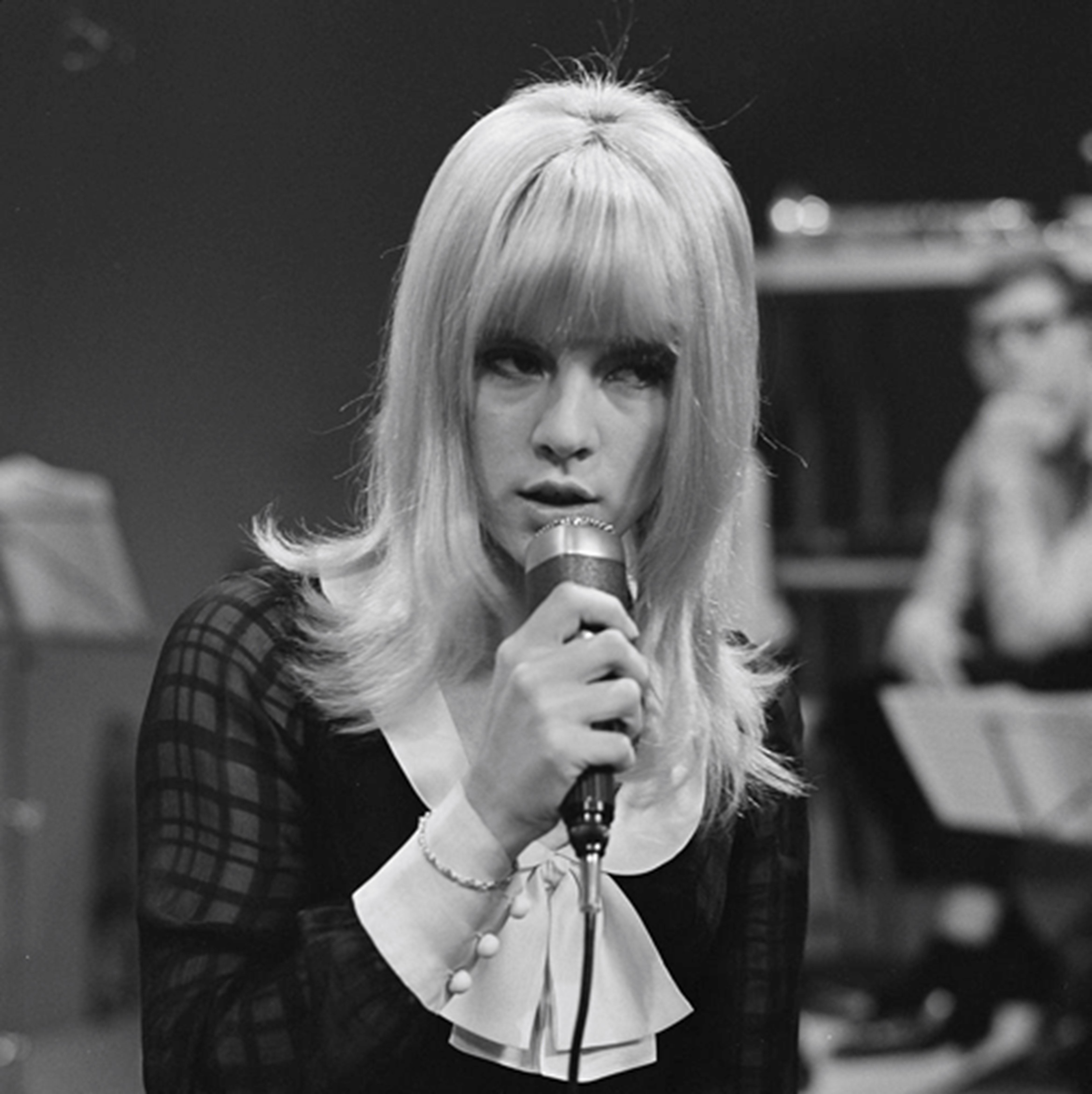
Sylvie Vartan (Fanclub TV, 1966)

- Qu'est-ce qui fait pleurer les blondes? (1976)
- Ta sorcière bien aimée (1976)
- Georges (1977)
- Dancing Star (1977)
- Fantaisie (1978)
- I Don't Want the Night to End (1979)
- Déraisonnable (1979)
- Bienvenue solitude (1980)
- Ça va mal (1981)
- De choses et d'autres (1982)
- Danse ta vie (1983)
- Des heures de désir (1984)
- Made in USA (1985)
- Virage (1986)
- Confidanses (1989)
- Vent d'Ouest (1992)
- Sessions acoustiques (1994)
- Toutes les femmes ont un secret (1996)
- Sylvie Vartan chante pour les enfants volume 1 (1997)
- Sensible (1998)
- Sylvie Vartan chante pour les enfants volume 2 (1998)
- Irrésistiblement Sylvie (1999)
- Sylvie (2004)
- Nouvelle Vague (2007)
- Toutes peines confondues (2009)
- Soleil bleu (2010)

## Carrière als actrice
In de jaren zestig speelde Sylvie Vartan in verschillende muziekfilms: Un clair de lune à Maubeuge, Where do you come from Johnny?, Look for the idol, Les Poniettes. Ze acteert naast Danielle Darrieux en Jean Marais in de komedie Patate. Ze speelde de dienster Bets in Harry Kümels film Malpertuis in 1971, maar het was regisseur Jean-Claude Brisseau die haar met L'Ange noir in 1994 haar echte eerste filmrol aanbood. In 2014 speelt ze in de komedie Tu veux ou tu veux pas onder regie van Tonie Marshall.
- Biblioteca Nacional de España: XX868791
- Bibliothèque nationale de France: cb11927717m (data)
- CiNii: DA1449310X
- Gemeinsame Normdatei: 129848654
- International Standard Name Identifier: 0000 0001 2095 9911
- Library of Congress Control Number: n82125469
- MusicBrainz: ff82ff36-5d5a-41ce-b305-0ccdef9c4cdc
- Nationale bibliotheek van Australië: 36517829
- Nederlandse Thesaurus van Auteursnamen: 07044742X
- Réseau des bibliothèques de Suisse occidentale: 02-A003933035
- SNAC: w6pr8svc
- Système universitaire de documentation: 027524604
- Virtual International Authority File: 41847538
- WorldCat: E39PBJbCGcm4v3bWXbjXHX3mh3